# Township of Langley
Township of Langley är en distriktkommun i provinsen British Columbia i Kanada. Langley ligger 78 meter över havet och antalet invånare är 93 726.
Terrängen runt Langley är platt.Runt Langley är det tätbefolkat, med 297 invånare per kvadratkilometer.. Närmaste större samhälle är Surrey, 17,6 km väster om Langley.
Omgivningarna runt Langley är en mosaik av jordbruksmark och naturlig växtlighet.